# Валмиермуйжа
Валмиермуйжа (латыш. Valmiermuiža) — населённый пункт в Буртниекском крае Латвии. Входит в состав Валмиерской волости. Находится у северной окраины города Валмиера. По данным на 2015 год, в населённом пункте проживало 2456 человек.

## История
Населённый пункт возник вокруг бывшей усадьбы Валмиера (Вольмарсхоф).
В советское время населённый пункт входил в состав Валмиерского сельсовета Валмиерского района. В селе располагался совхоз «Валмиера».